# Владимир Люти
Владимир Люти (на украински: Володимир Лютий; на руски: Владимир Лютый) е съветски и украински футболист и треньор. Почетен майстор на спорта на СССР (1989).

## Кариера
След като играе за съветския отбор ФК Днипро, Люти прекарва 10 години в Германия в отборите на Шалке 04, Дуисбург, Бохум и Унтерхахинг. Играе за кратко и в турския клуб Бурсаспор.

### Национален отбор
Люти има общо 6 мача за СССР и ОНД от 1990 до 1992 г. и играе на Световното първенство през 1990 г. и Европейското първенство през 1992 г. Той също така печели златен медал на Олимпиадата през 1988 г. със СССР.

## Отличия

### Отборни
Днипро Днепропетровск
- Съветска Висша лига: 1983, 1988
- Купа на СССР по футбол: 1989
- Суперкупа на СССР по футбол: 1989